# Rząd Al-Habiba as-Sida
Rząd Al-Habiba as-Sida – rada ministrów Tunezji, pod kierownictwem premiera Al-Habiba as-Sida, powołana przez prezydenta Al-Badżi Ka’id as-Sibsi i zaprzysiężona 6 lutego 2015. Rząd Al-Habiba as-Sida jest rządem koalicyjnym Wezwania Tunezji, Partii Odrodzenia, Wolnej Unii Patriotycznej, Afak Tunis.

## Tworzenie
Pierwsza propozycja rządu składała się z ministrów z Wezwania Tunezji, Wolnej Unii Patriotycznej i osób bezpartyjnych. 26 stycznia 2015 odbyło się wotum zaufania nad nowym rządem, jednak nie uzyskał on większości – Partia Odrodzenia, Front Ludowy, Afak Tunis i Kongres Republiki głosowały przeciw. Nowa propozycja rządu została ogłoszona 2 lutego; znajdowali się na niej członkowie Wezwania Tunezji, Partii Odrodzenia, Afak Tunis, Wolnej Unii Patriotycznej i bezpartyjni. Parlament udzielił wotum zaufania rządowi pod kierownictwem premiera Al-Habiba as-Sida w dniu 5 lutego 2015. Za udzieleniem wotum zaufania głosowało 167 posłów, przeciw 30, wstrzymało się 8, a nie głosowało 12.

## Skład Rady Ministrów
| Funkcja                                                                                                  | Zdjęcie | Imię i nazwisko                | Partia polityczna | Partia polityczna       | Data powołania |
| Prezes Rady Ministrów                                                                                    |         | Al-Habib as-Sid                | bezpartyjny       | bezpartyjny             | 6 lutego 2015  |
| Minister obrony narodowej                                                                                |         | Farahat al-Harszani            | bezpartyjny       | bezpartyjny             | 6 lutego 2015  |
| Minister sprawiedliwości                                                                                 |         | Muhammad Salih Bin Isa         | bezpartyjny       | bezpartyjny             | 6 lutego 2015  |
| Minister spraw wewnętrznych                                                                              |         | Muhammad an-Nadżim al-Gharasli | bezpartyjny       | bezpartyjny             | 6 lutego 2015  |
| Minister spraw zagranicznych                                                                             |         | At-Tajjib al-Bakkusz           |                   | Wezwanie Tunezji        | 6 lutego 2015  |
| Minister finansów                                                                                        |         | Salim Szakir                   |                   | Wezwanie Tunezji        | 6 lutego 2015  |
| Minister turystyki                                                                                       |         | Salma al-Lumi ar-Rakik         |                   | Wezwanie Tunezji        | 6 lutego 2015  |
| Minister przemysłu, energii i górnictwa                                                                  |         | Zakarijja Hamad                | bezpartyjny       | bezpartyjny             | 6 lutego 2015  |
| Minister agrokultury                                                                                     |         | Sad as-Siddik                  | bezpartyjny       | bezpartyjny             | 6 lutego 2015  |
| Ministerstwo Handlu i Rzemiosła                                                                          |         | Rida Lahwal                    | bezpartyjny       | bezpartyjny             | 6 lutego 2015  |
| Minister spraw społecznych                                                                               |         | Ahmad Ammar al-Junba’i         | bezpartyjny       | bezpartyjny             | 6 lutego 2015  |
| Minister wyższej edukacji i badań naukowych                                                              |         | Szihab Budan                   | bezpartyjny       | bezpartyjny             | 6 lutego 2015  |
| Minister edukacji                                                                                        |         | Nadżi Dżallul                  |                   | Wezwanie Tunezji        | 6 lutego 2015  |
| Minister zdrowia                                                                                         |         | Sa’id al-Ajidi                 |                   | Wezwanie Tunezji        | 6 lutego 2015  |
| Minister transportu                                                                                      |         | Mahmud Bin Ramadan             |                   | Wezwanie Tunezji        | 6 lutego 2015  |
| Minister infrastruktury, budownictwa i planowania przestrzennego                                         |         | Muhammad Salih al-Arfawi       | bezpartyjny       | bezpartyjny             | 6 lutego 2015  |
| Minister zatrudnienia i szkolenia zawodowego                                                             |         | Zijad al-Azari                 |                   | Partia Odrodzenia       | 6 lutego 2015  |
| Minister spraw religijnych                                                                               |         | Usman Battich                  | bezpartyjny       | bezpartyjny             | 6 lutego 2015  |
| Minister sportu i turystyki                                                                              |         | Samira Mari                    |                   | Afak Tunis              | 6 lutego 2015  |
| Minister kultury                                                                                         |         | Latifa Lachdar                 | bezpartyjny       | bezpartyjny             | 6 lutego 2015  |
| Minister młodości i sportu                                                                               |         | Mahir Bin Dija                 |                   | Wolna Unia Patriotyczna | 6 lutego 2015  |
| Ministerstwa środowiska i zrównoważonego rozwoju                                                         |         | Nadżib Darwisz                 |                   | Wolna Unia Patriotyczna | 6 lutego 2015  |
| Minister technologii komunikacyjnych i gospodarki cyfrowej                                               |         | Numan al-Fihri                 |                   | Afak Tunis              | 6 lutego 2015  |
| Minister rozwoju i współpracy międzynarodowej                                                            |         | Jasin Ibrahim                  |                   | Afak Tunis              | 6 lutego 2015  |
| Ministère des Domaines de l'État et des Affaires foncières                                               |         | Hatim al-Aszszi                |                   | Wolna Unia Patriotyczna | 6 lutego 2015  |
| Minister do szefa rządu do spraw stosunków z Zgromadzenia Przedstawicieli Ludowych                       |         | Lazhar al-Akrami               |                   | Wezwanie Tunezji        | 6 lutego 2015  |
| Minister do szefa rządu do spraw stosunków z instytucjami konstytucyjnymi i społeczeństwa obywatelskiego |         | Kamal al-Dżandubi              | bezpartyjny       | bezpartyjny             | 6 lutego 2015  |
| Sekretarz generalny                                                                                      |         | Ahmad Zarruk                   |                   | Wezwanie Tunezji        | 6 lutego 2015  |